# Ciudel, Sarnî
Ciudel (în ucraineană Чудель) este localitatea de reședință a comunei Ciudel din raionul Sarnî, regiunea Rivne, Ucraina.

## Demografie
Componența lingvistică a localității Ciudel
     Ucraineană (99%)
     Alte limbi (0,93%)
Conform recensământului din 2001, majoritatea populației localității Ciudel era vorbitoare de ucraineană (99%), existând în minoritate și vorbitori de alte limbi.